# Ермаков, Дмитрий Васильевич
Дмитрий Васильевич Ермаков (1920—1993) — полковник Советской Армии, участник Великой Отечественной войны, Герой Советского Союза (1945).

## Биография
Дмитрий Ермаков родился 2 ноября 1920 года в деревне Островлево (ныне — Кувшиновский район Тверской области). Окончил семь классов неполной средней школы, в 1937 году поступил на учёбу в техникум механизации сельского хозяйство и одновременно в аэроклуб. В 1940 году Ермаков был призван на службу в Рабоче-крестьянскую Красную Армию. В 1942 году он окончил Батайскую военную авиационную школу пилотов. С мая того же года — на фронтах Великой Отечественной войны. Участвовал в боях в Псковской области и Прибалтике.
К ноябрю 1944 года лейтенант Дмитрий Ермаков командовал звеном 159-го истребительного авиаполка 275-й истребительной авиадивизии 13-й воздушной армии Ленинградского фронта. К тому времени он совершил 322 боевых вылета, принял участие в 54 воздушных боях, в которых сбил 25 вражеских самолётов.
Указом Президиума Верховного Совета СССР от 23 февраля 1945 года за «мужество и героизм, проявленные в воздушных боях с немецкими захватчиками» лейтенант Дмитрий Ермаков был удостоен высокого звания Героя Советского Союза с вручением ордена Ленина и медали «Золотая Звезда» за номером 7625.
После окончания войны Д. В. Ермаков продолжил службу в Советской Армии. В 1950 году окончил Высшие лётно-тактические офицерские курсы.
С июля 1952 по июнь 1953 года участвовал в Корейской войне, будучи командиром 224-го истребительного авиационного полка. Полк вёл активные боевые действия, уничтожив под его командованием 34 самолёта США и потеряв 25 своих. Сам командир полка полковник Ермаков лично сбил два американских самолёта.
В 1958 году в звании полковника Ермаков был уволен в запас. Проживал в городе Кувшиново.
Скончался 29 декабря 1993 года.
Был также награждён тремя орденами Красного Знамени, орденом Отечественной войны 1-й степени, тремя орденами Красной Звезды, рядом медалей.